# بانمدیکا
بانمدیکا (انگلیسی: Banmédica) شرکت مراقبت سلامت شیلیایی است، که در سال ۱۹۸۸ تأسیس شد.